# Geschoss-Schmierung
Die Geschoss-Schmierung ist speziell bei Bleigeschossen ohne Mantel notwendig, da diese beim Abschuss durch die Reibung im Laufinnern, insbesondere bei gezogenen Läufen, Material verlieren. Dies führt zur Verbleiung des Laufinnern und damit zur Verminderung der Schusspräzision. Die Geschosse müssen deshalb geschmiert werden.

## Schmieren der Geschossoberfläche

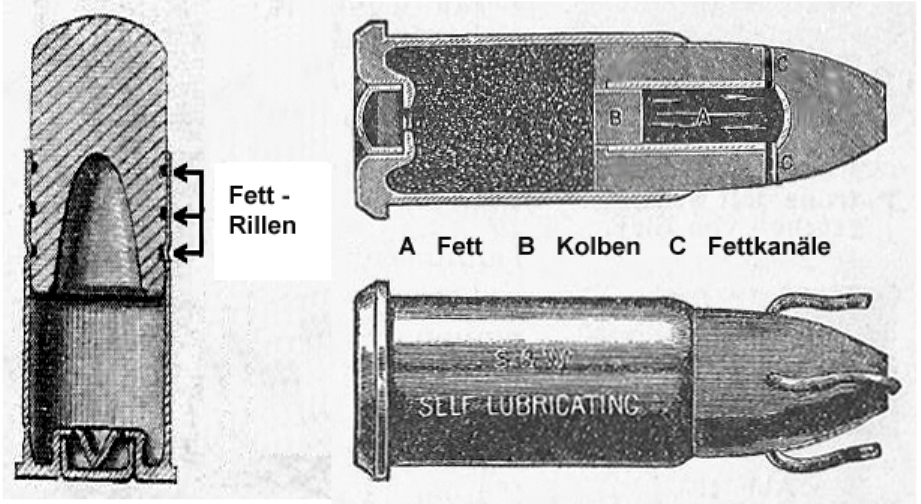
Geschoss-Schmierung

Da Schwarzpulver durch das Fett phlegmatisiert wird, sollte der Boden des Geschosses fettfrei sein. Die Geschosse werden deshalb mit einer oder mehrerer Fettrillen versehen, die durch die Hülse abgedeckt werden.
Bei Patronen, bei denen Geschosskaliber und Außendurchmesser der Hülse gleich (sogenannte „heeled“-Geschosse, Beispiel .22 lfB) sind, muss der in die Hülse eingebrachte Teil des Geschosses dem Hülseninnendurchmesser entsprechen. Das Fett würde beim Abschuss verbrannt und damit unwirksam. Bei solchen Geschossen muss das Fett ungeschützt auf dem Geschosskopf angebracht werden. In diesem Fall wird ein sehr hartes Fett oder Wachs eingesetzt, um die dauerhafte Haftung der Schmierung und die Verunreinigung der Umgebung zu reduzieren.

## Innenschmierung
Eine andere Lösung des Problems wurde von Smith & Wesson entwickelt, die Patrone mit Innenschmierung. Hier enthält das Geschoss in einer Bohrung hinten einen mit Fett gefüllten Zylinder. Über einen Kolben wird das Fett beim Abschuss durch den Druck der Verbrennungsgase nach vorn gedrückt und durch Kanäle ins Laufinnere gepresst. Diese Art der Schmierung hat sich jedoch nicht durchgesetzt.

## Schmiermittel

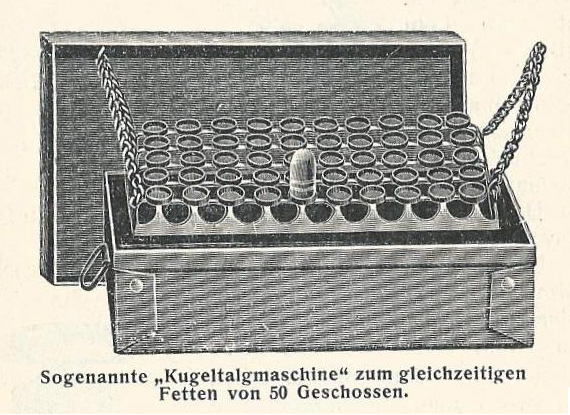
Kugeltalgmaschine

Früher wurden zur Schmierung von Geschossen natürliche Fette wie Talg, Schmalz und Wachse wie Bienenwachs, Japanwachs, Paraffin verwendet. Bei Vorderladern und Schwarzpulverpatronen werden diese Schmiermittel auch heute noch verwendet, da sie einen natürlichen Wasseranteil enthalten, der die Verbrennungsrückstände des Schwarzpulvers weich hält. In Patronen mit rauchlosem Pulver werden auch Grafit, Molybtän-Disulfid, hexagonales Bornitrid und Teflon verwendet. In den 2010er-Jahren begann sich die Kunststoffbeschichtung mittels Einbrennlack durchzusetzen, die heute eine gängige Methode ist.

## „Maschinelles“ Schmieren
Anfang 1900 wurde von Gerhard Bock, einem Sport-Pistolenschützen aus Charlottenburg, im von ihm herausgegebenen Taschenbuch „Moderne Faustfeuer-Waffen“ eine Kugeltalg-Maschine beschrieben, mit welcher Bleigeschosse in 50 kleinen Näpfchen in flüssigen Talg getaucht werden können. Durch die unten geschlossenen Näpfchen wurde erreicht, dass die Geschossböden nach dem Erstarren des Talgs weitgehend frei von Talg blieben. Ein ähnliches Verfahren ist das „pan lubing“ (engl.: „Pfannen-Schmierung“), bei dem die Geschosse in eine flache Pfanne oder Schale gestellt, und anschließend mit erhitztem Fett umgossen werden. Nach dem Erstarren werden sie mittels einer passenden Lochpfeife ausgestochen. Diese Methoden gelten mittlerweile als zu aufwändig und veraltet.
Heute werden Geschosse meistens mittels einer spezialisierten Presse (Beispiel: RCBS Lub-A-Matic 2) gleichzeitig auf das korrekte Maß kalibriert und Fett aus einem Vorratsbehälter wird direkt in die Fettrillen eingespritzt. Dieses Verfahren ist erheblich schneller als die oben beschriebenen Methoden.